# Sune i Grækenland
Sune i Grækenland er en svensk familiefilm fra 2012 instrueret af Hannes Holm. Filmen er baseret på Sune-serien af Anders Jacobsson og Sören Olsson. Den er således den tredje spillefilm med Sune og hans familie i hovedrollen.

## Handling
Hvert år tager Sune og hans familie på ferie til Myggträsk, men ikke i år. Som en stor overraskelse har Sunes far booket en all-inclusive-ferie til Grækenland. Familien har dog en masse spørgsmål undervejs.

## Medvirkende (i udvalg)
- William Ringström som Sune
- Julius Jimenez Hugoson som Håkan
- Hanna Elffors Elfström som Anna
- Morgan Alling som Rudolf
- Anja Lundqvist som Karin
- Julia Dufvenius som Sabine
- Erik Johansson som Pontus
- Feline Andersson som Hedda